# Arrondissement de Châteaulin
L'arrondissement de Châteaulin est un arrondissement français situé dans le département du Finistère et la Bretagne.

## Composition

### Composition avant 2017

Délimitation avant 2016.

Jusqu'au 31 décembre 2016, l'arrondissement de Châteaulin comprenait les cantons suivants (découpage d'avant 2015) :
- canton de Carhaix-Plouguer ;
- canton de Châteaulin ;
- canton de Châteauneuf-du-Faou ;
- canton de Crozon ;
- canton du Faou ;
- canton d'Huelgoat ;
- canton de Pleyben.

### Composition depuis 2017
La composition de l'arrondissement est modifiée par l'arrêté du 1er décembre 2016 entrant en vigueur le 1er janvier 2017.
Au 1er janvier 2024, l'arrondissement groupe les 57 communes suivantes :
1. Argol
2. Berrien
3. Bolazec
4. Botmeur
5. Brasparts
6. Brennilis
7. Camaret-sur-Mer
8. Carhaix-Plouguer
9. Cast
10. Châteaulin
11. Châteauneuf-du-Faou
12. Cléden-Poher
13. Le Cloître-Pleyben
14. Collorec
15. Coray
16. Crozon
17. Dinéault
18. Le Faou
19. La Feuillée
20. Gouézec
21. Huelgoat
22. Kergloff
23. Landeleau
24. Landévennec
25. Lannédern
26. Lanvéoc
27. Laz
28. Lennon
29. Leuhan
30. Lopérec
31. Loqueffret
32. Lothey
33. Motreff
34. Pleyben
35. Ploéven
36. Plomodiern
37. Plonévez-du-Faou
38. Plonévez-Porzay
39. Plounévézel
40. Plouyé
41. Pont-de-Buis-lès-Quimerch
42. Port-Launay
43. Poullaouen
44. Roscanvel
45. Rosnoën
46. Saint-Coulitz
47. Saint-Goazec
48. Saint-Hernin
49. Saint-Nic
50. Saint-Rivoal
51. Saint-Ségal
52. Saint-Thois
53. Scrignac
54. Spézet
55. Telgruc-sur-Mer
56. Trégarvan
57. Trégourez

## Démographie
En 2022, l'arrondissement comptait 81 520 habitants.
| 1968   | 1975   | 1982   | 1990   | 1999   | 2006   | 2011   | 2016   | 2021   |
| ------ | ------ | ------ | ------ | ------ | ------ | ------ | ------ | ------ |
| 91 029 | 87 145 | 86 503 | 83 346 | 81 534 | 84 671 | 85 976 | 82 403 | 81 081 |

| 2022   | - | - | - | - | - | - | - | - |
| ------ | - | - | - | - | - | - | - | - |
| 81 520 | - | - | - | - | - | - | - | - |

## Sous-préfets
| Période           | Période  | Identité        | Fonction précédente | Observation                                          |
| ----------------- | -------- | --------------- | ------------------- | ---------------------------------------------------- |
|                   |          |                 |                     |                                                      |
| 12 juin 1903      |          | André Dumas     |                     |                                                      |
|                   |          |                 |                     |                                                      |
| 24 janvier 1906   |          | André Dumas     |                     | Nommé sous-préfet de Châteaulin pour la seconde fois |
|                   |          |                 |                     |                                                      |
| 1930              | 1933     | Jean Moulin     |                     |                                                      |
|                   |          |                 |                     |                                                      |
| 1993              |          | Xavier de Fürst |                     |                                                      |
|                   |          |                 |                     |                                                      |
| 10 septembre 2020 | En cours | Léa Poplin      |                     |                                                      |